# 教育学

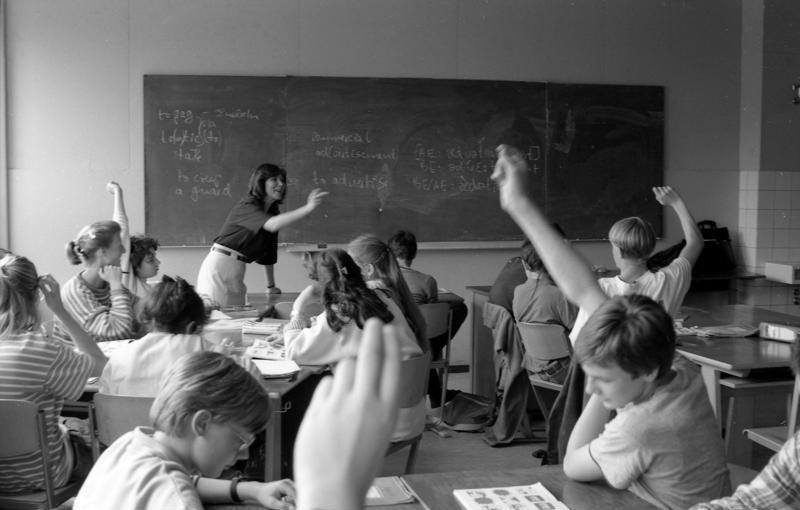

教育学是研究教育现象和教育问题，揭示教育规律的一门学科，是一门研究如何培养人的科学。

## 发展过程

### 萌芽阶段（古希腊、古罗马到英国内战之前）
教育学作为一种思想和想象，零星记载于当时的思想家、哲学家的言论和著作中，如柏拉图的《理想国》，亚里士多德的《政治学》，昆体良的《雄辩术原理》、中国战国时期的《学记》、《论语》和《孟子》、韩愈的《师说》。也常见于中世纪和文艺复兴时期许多思想家们的哲学、社会学论著中。

### 创立阶段（17至18世纪）
1623年，弗兰西斯·培根发表《学术的进展》，首次把教育学作为一门独立的科学，从其他科学中分离出来。1632年约翰·阿摩司·夸美纽斯的《大教学论》出版，标志着教育学成为了一门独立学科。
还有一些思想家以自然主义为指导，对教育思想、内容、方法等都有较为丰富的论述，如约翰·洛克的《教育漫话》，卢梭的《爱弥尔》等。

### 科学教育学阶段（18世纪末到19世纪上半叶）
18世纪末，教育学以哲学、心理学、伦理学为基础，形成初步理论，并作为一门独立学科出现在大学讲台上。伊曼努尔·康德，是最早在大学里讲授教育学的学者之一。他明确提出教育的方法必须成为一门科学。1806年，约翰·弗里德里希·赫尔巴特发表《普通教育学》，标志着科学教育学的建立。

### 多元发展阶段（19世纪末到20世纪初）
实验教育学的代表梅伊曼和拉伊，突破此前的理性主义研究传统，坚持科学主义研究，把实验心理学的观察、实验、统计方法引入教育学研究，倡导通过科学意义上的观察、实验方法来研究和建构教育学的理论和体系。约翰·杜威提出“教育即生活”“学校即社会”“从做中学”等教育概念，形成以“儿童、经验、活动”为中心的“新三中心”教育教育教学观，在欧美掀起了一场教育改革运动，对世界教育改革影响深远。